# Sulla riva del mare

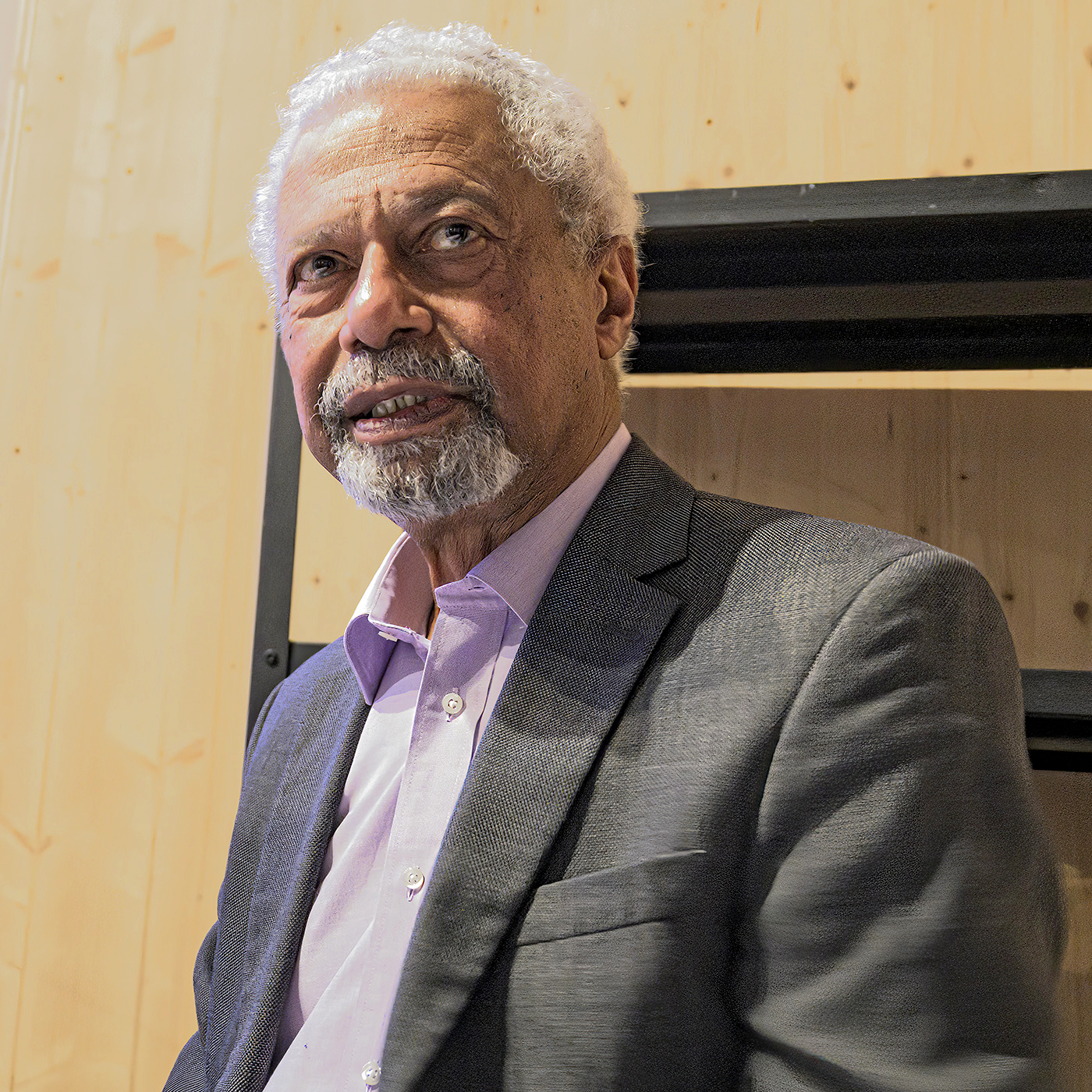
Abdulrazak Gurnah (foto del 2022)

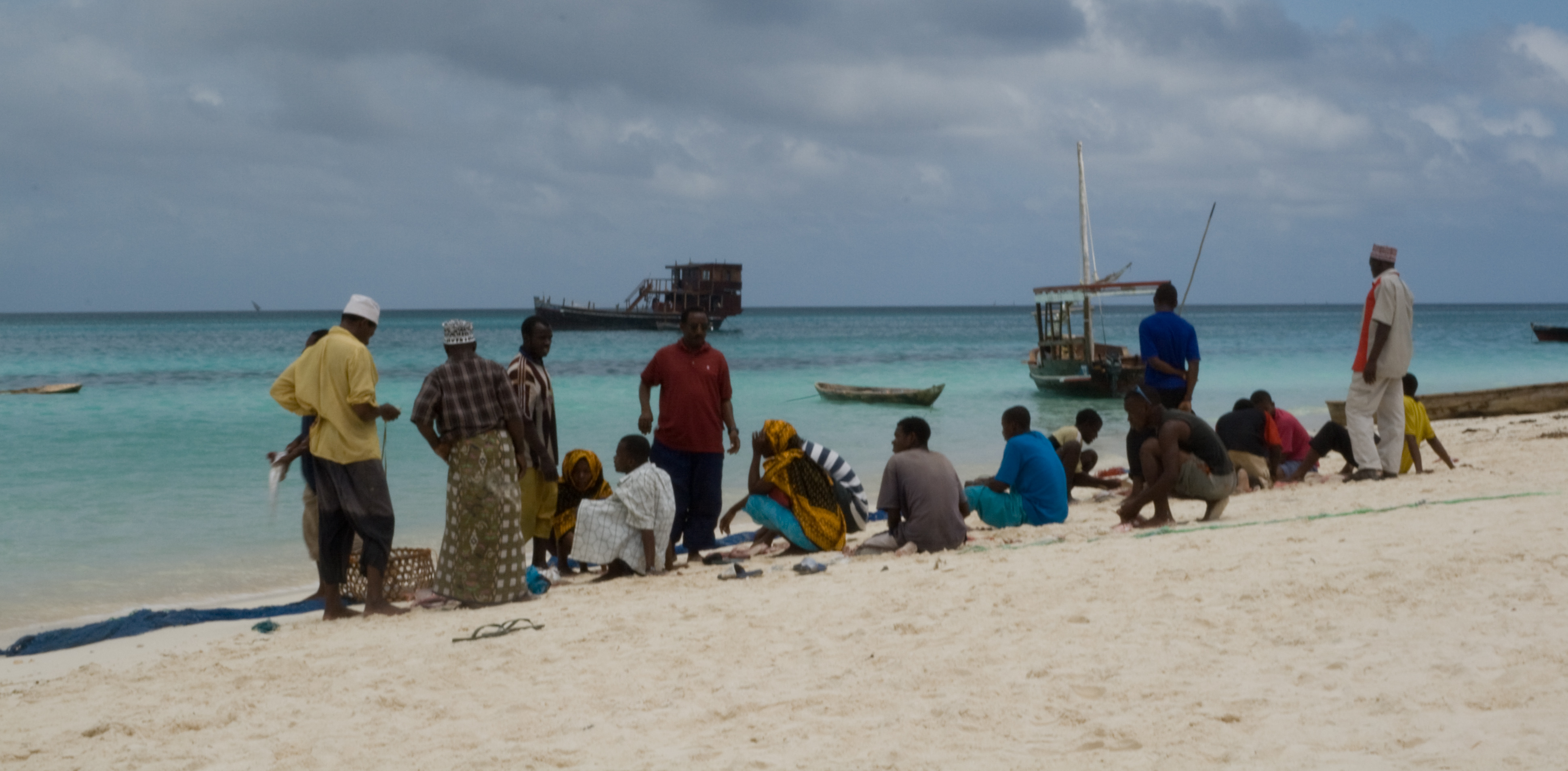
Abitanti di Zanzibar (foto del 2007)

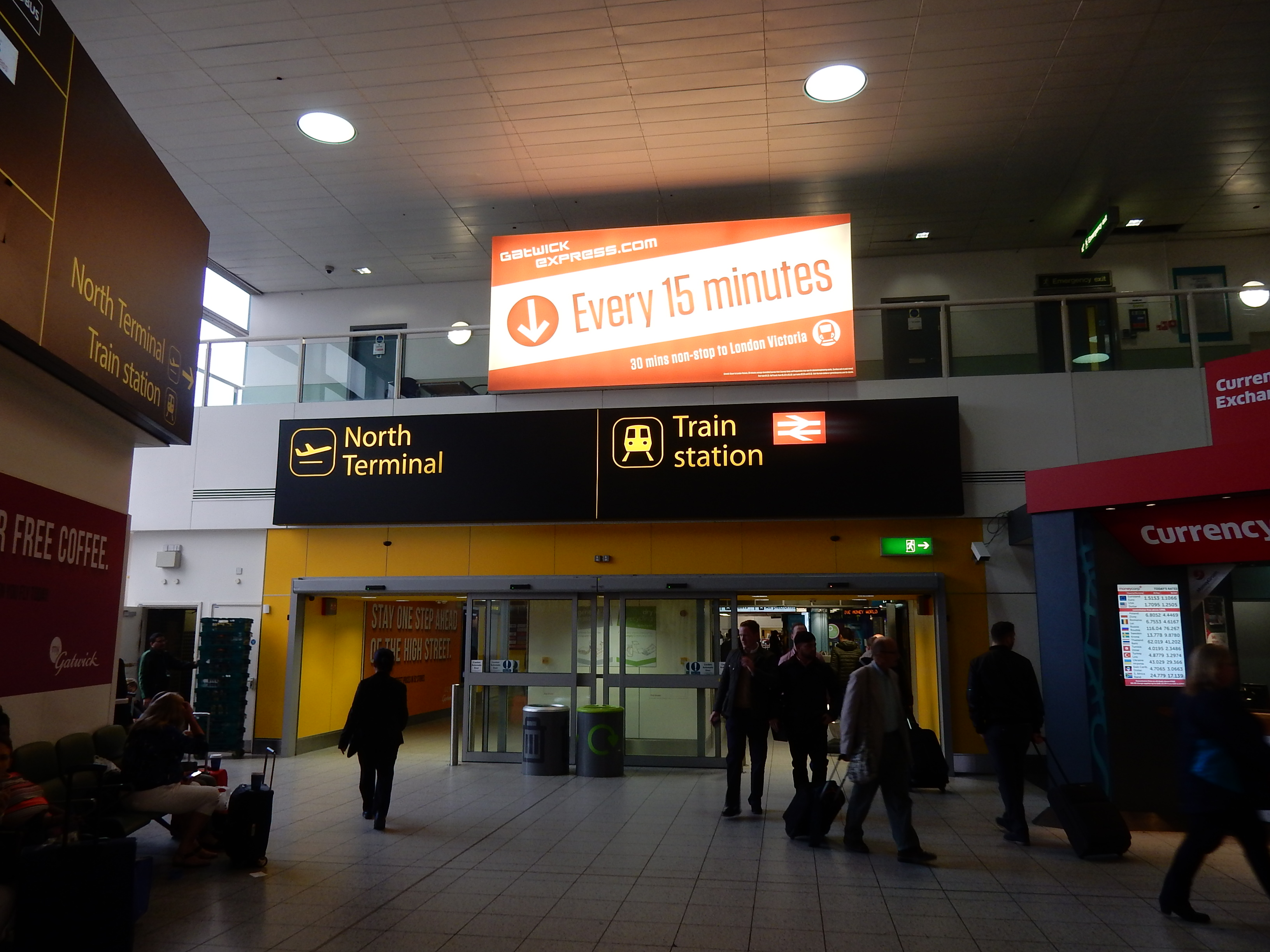
Aeroporto di Londra-Gatwick (foto del 2016)

Sulla riva del mare (By the Sea) è un romanzo sociale del 2001 scritto in lingua inglese dallo scrittore zanzibarese Abdulrazak Gurnah, premio Nobel per la letteratura nel 2021.

## Storia editoriale
Sulla riva del mare è il sesto romanzo di Abdulrazak Gurnah, uno scrittore nato nel 1948 nell'isola di Zanzibar (dal 1964 parte dell'attuale Tanzania, in precedenza Sultanato di Zanzibar), e quindi di lingua kiswahili per nascita, ed emigrato nel Kent, in Gran Bretagna, nel 1966, due anni dopo la violenta Rivoluzione di Zanzibar. Il romanzo venne scritto tra l'anno 2000 e gli inizi del 2001. Fu pubblicato per la prima volta nel Regno Unito dalla Bloomsbury Publishing nel maggio 2001 e negli Stati Uniti da The New Press l'11 giugno 2001. Ricevette una buona accoglienza dalla critica, e fu finalista al britannico Booker Prize nel 2001 e allo statunitense "Los Angeles Times Book Prize" nel 2002. Fu tradotto immediatamente in varie lingue (per esempio, in tedesco e in spagnolo) e nuove traduzioni o edizioni vennero fatte dopo l'ottenimento del premio Nobel per la letteratura nel 2021. La traduzione in lingua italiana del romanzo, ad opera di Alberto Cristofori, uscì per la Garzanti già nel 2002; la stessa traduzione è stata ripubblicata dalla Nave di Teseo nel 2021.

## Trama
Giunge all'Aeroporto di Londra-Gatwick da Zanzibar un africano di sessantacinque che afferma di chiamarsi Rajab Shaaban, di parlare soltanto lo lingua kiswahili e intende chiedere lo stato di rifugiato. In realtà l'uomo conosce l'inglese, il suo vero nome è Saleh Omar, il suo passaporto è falso e ha rubato l'identità di un suo nemico di Zanzibar il quale, a sua volta, è il padre di Latif Mahmud, un professore universitario originario anch'egli da Zanzibar che il Comitato inglese per i Rifugiati ha contattato perché faccia da interprete con Saleh. Quando ci si rende conto che Saleh parla inglese, l'incarico con Latif Mahmud viene annullato. Alcuni mesi dopo, tuttavia, l'incontro fra Saleh Omar e Latif Mahmud avviene, per iniziativa di Latif: ciascuno dei due racconta all'altro la propria storia e l'incontro, oltre a svelare i legami esistenti tra di loro, costituisce anche l'occasione di narrare la storia recente di Zanzibar.

## Critica
Il titolo del romanzo fa riferimento al mare: quello dell'oceano Indiano che lambisce la natia Zanzibar, e quello della cittadina costiera inglese, non meglio specificata, dove il protagonista Omar si trova a vivere. Nel romanzo sono affrontati alcuni dei temi che caratterizzano l'impegno civile di Gurnah: «il destino dei rifugiati nel divario tra culture e continenti», in particolare, la condizione delle varie aree dell’Africa, «cercando di prestare occhio, orecchio e cuore ai vari territori e alle diversissime popolazioni». Per la scrittrice italiana di origini asiatiche Nadeesha Uyangoda «il mare è anche un elemento metaforico — immenso, profondo, travolgente — che si manifesta nel richiamo che Gurnah fa a Melville, il narratore per antonomasia di questo elemento». Nel romanzo sono presenti numerosi riferimenti metaletterari a Bartleby lo scrivano di Melville. Per Nadeesha Uyangoda, la narrativa di Gurnah, come peraltro quella di molti scrittori cosiddetti "postcoloniali", è un continuo dialogo tra l'Europa attuale (per i rifugiati, la terra dell'esilio) e lo spazio geografico dell'infanzia. Per lo studioso della narrativa africana Emad Mirmotahari, i romanzi di Gurnah sono focalizzati sulla "diaspora africana", la diaspora dall'Africa orientale diretta anche a territori dello stesso continente africano, la quale oltre alla dispersione dei corpi ha avuto anche notevoli effetti culturali in quanto di per sé la società africana è segnata dalla mescolanza, dalla migrazione e dalla molteplicità culturale.

### Edizioni

#### Originali
- (EN) By the sea, 1ª ed., London, Bloomsbury, maggio 2001, ISBN 07-475-5280-0.
- (EN) By the sea, 1ª ed., New York, The New Press, giugno 2001, ISBN 15-658-4658-3.

#### Traduzioni
- (IT)   Sulla riva del mare, traduzione di Alberto Cristofori, 1ª ed., Milano, Garzanti, 2002, ISBN 88-11-66490-X.
- (DE) Ferne Gestade, traduzione di Thomas Brückner, München/Wien, Edition Kappa, 2002, ISBN 3-932000-64-1.
- (ES) En la orilla, traduzione di Carmen Aguilar, Barcelona, Poliedro, 2003, ISBN 84-960-7105-7.
- (FR) Près de la mer, traduzione di Sylvette Gleize, Paris, Éditions Galaade, 2006, ISBN 2-35176-022-0.
- (IT)   Sulla riva del mare, traduzione di Alberto Cristofori, Milano, La nave di Teseo, 2021, ISBN 978-88-346-0968-2.
- (ES) A orillas del mar, traduzione di Patricia Antón de Vez e Rita da Costa, Barcelona, Salamandra, 2022, ISBN 978-84-189-6807-5.

### Fonti critiche
- Dorella Cianci, Il Nobel Gurnah: «Ora diamo voce al dramma dei rifugiati», in Avvenire, 7 ottobre 2021. URL consultato il 22 ottobre 2021.
- (EN) Erik Falk, Subject and History in Selected Works by Abdulrazak Gurnah, Yvonne Vera, and David Dabydeen, Karlstad University, Faculty of Arts and Education, 2007, ISBN 978-91-7063-107-8. URL consultato il 7 ottobre 2021.
- (EN) Emad Mirmotahari, The Other Diaspora in Abdulrazak Gurnah’s Admiring Silence and By the Sea, in Emad Mirmotahari, Islam in the Eastern African novel, a cura di Hamid Dabashi, Coll. Literatures and Cultures of the Islamic World, New York, Palgrave Macmillan, 2011, ISBN 978-02-301-0843-1.
- (EN) Michael Pye, He'd Prefer Not To, in The New York Times, 10 giugno 2001, ISSN 0362-4331 (WC · ACNP). URL consultato il 17 agosto 2022.
- Lara Ricci, Il triste mercante di Zanzibar e il ladro di ragazzi, in Il Sole 24 Ore, 2 gennaio 2021.
- Nadeesha Uyangoda, Da Zanzibar con dolore, in la Repubblica, 11 dicembre 2021. URL consultato il 18 agosto 2022.